# كاساليتو سبارتانو
كاساليتو سبارتانو، (بالإنجليزية: Casaletto Spartano)‏، هي (بلدية) في مقاطعة ساليرنو، في منطقة كامبانيا، بجنوب غرب إيطاليا.

## السكان
في سنة 1861 بلغ عدد السكان 2٬379 نسمة، وتطور العدد ليصل في سنة 2011 لـ 1٬463 نسمة.
يظهر هذا المخطط البياني تطور النمو السكاني لـ كاساليتو سبارتانو